# Eukoenenia improvisa
Espèce
Eukoenenia improvisa est une espèce de palpigrades de la famille des Eukoeneniidae.

## Distribution
Cette espèce est endémique de Guyane. Elle se rencontre vers Sinnamary.

## Description
La femelle holotype mesure 0,90 mm.

## Publication originale
- Condé, 1979 : Palpigrades de Grèce, de Guyane et du Kenya. Revue Suisse de Zoologie, vol. 86, no 1, p. 167-179 (texte original).